# Stilbometopa ramphastonis
Stilbometopa ramphastonis är en tvåvingeart som beskrevs av Ferris 1930. Stilbometopa ramphastonis ingår i släktet Stilbometopa och familjen lusflugor. Inga underarter finns listade i Catalogue of Life.